# Alfonso Viciana Martínez-Lage
Alfonso Viciana Martínez-Lage (Almería 1962) es un geógrafo y novelista español. Doctor en Geografía, su tesis fue premio extraordinario de la Universidad de Granada en 2001. Investigador en temas relacionados con el litoral, escribe habitualmente artículos científicos y libros especializados sobre Geografía y Medioambiente. Desde 2004 ha escrito también obras de ficción y novelas históricas. En 2011 recibió el premio DUNA de medioambiente.
Ha sido jefe del Departamento de Geografía y Ordenación del Territorio del Instituto de Estudios Almerienses (1998-2012), técnico superior de la Dirección General de la Costa y el Mar y profesor-tutor en el Centro Asociado de la UNED en Almería.

## Obras
Técnicas
- Erosión Costera en Almería 1957 - 1995
- Guías de Almería. Litoral Mediterráneo (coordinador y autor)
- Guías de Almería. La ciudad de Almería (coautor)
- Guías de Almería. Comarca del desierto (coautor)
- Guías de Almería. Faros (coautor)
- Atlas Comarcal de Almería (coautor)
- Atlas Geográfico de la provincia de Almería (coordinador y autor)
- Almería en tres tiempos (coautor)
- Colección Pueblos de Almería. Benahadux (coautor)

Novelas
- El engaño del general (2004), ISBN 978-84-89606-65-4
- Bajo el ciprés (2006)
- La cólera de Tanit (2009), ISBN 978-84-96651-54-8
- Almería: cinco historias necesarias (2014), ISBN 978-84-8108-574-7
- 700: Los almerienses de la División Azul (2018), ISBN 978-84-8108-656-0
- Almerienses por la Historia (2024), ISBN 978-84-8108-763-5

Relatos
- La rebelión de las figuras (2005)
- Una estrella de ocho puntas y siete bolas de cristal (2012)
- La Cápsula, (2013) junto a su hija Laura Viciana Rodríguez
- Regreso al Sur (2015)
- El asombroso caso de Ana Levit (2024)